# ان‌جی‌سی ۶۹۳۴
ان‌جی‌سی ۶۹۳۴ (انگلیسی: NGC 6934) یک خوشه کروی از ستارگان در صورت فلکی دلفین است و در در ۲۴ سپتامبر ۱۷۸۴ توسط ویلیام هرشل کشف شد.